# Jadwiga Siedlecka
Jadwiga (Wiga) Siedlecka (ur. 21 kwietnia 1877 w Markowie (gubernia witebska), zm. 7 marca 1952 w Jastrzębiej Górze lub w Pucku) – polska malarka, zwolenniczka i znacząca postać dla rozwoju polskiej antropozofii.

## Edukacja i twórczość artystyczna
Jadwiga Maria Kazimiera Siedlecka była córką Stefana Markowskiego i Marii z Oskierków. W 1900 roku wyszła za mąż za malarza i grafika Franciszka Siedleckiego. Do 1919 roku mieszkała za granicą, głównie w Paryżu, gdzie uczęszczała na studia artystyczne oraz w Monachium, Berlinie, we Włoszech i Szwecji. W 1919 roku pracowała w warsztatach Stefanii Łazarskiej w Paryżu, a w połowie tego samego roku zamieszkała w Warszawie. W 1935 roku przeniosła się do Radości, po 1945 roku do Zakopanego, a następnie zamieszkała w Jastrzębiej Górze, w domku wybudowanym w latach trzydziestych, wraz ze swoim mężem.  
Do 1914 roku Jadwiga Siedlecka poświęcała się głównie malarstwu; tworzyła głównie pejzaże, studia postaci, sceny symboliczne i rodzajowe. W jej pracach widoczne były wpływy secesji, symbolizmu oraz twórczości Władysława Ślewińskiego. Z tego okresu pochodzą m.in. prace pt.  Portret, Zamyślona (1908). Zajmowała się również ilustratorstwem: wykonała projekt okładki „Dzieci”. W okresie, gdy przebywała w Goetheanum, rzeźbiła w drewnie tamtejsze kolumny, wraz z mężem pracowała przy wyrobie witraży. W 1921 roku próbowała rozwinąć w Warszawie pracownię rycia w szkle.

## Wystawy
- 1904, Warszawa, Salon Krywulta – siedemnaście pejzaży;
- 1905, Warszawa Salon Krywulta;
- 1907, Warszawa, Towarzystwo Zachęty Sztuk Pięknych (TZSP) prezentowała prace: Włosy, Dziewczynka,  Anemony, Główka, Ruiny zamku w Kazimierzu, Topole,  Gryka, Tulipany, Brzozy;
- 1912-1913, TZSP, Warszawa: obraz Zamyślona;
- 1913, TZSP, Warszawa: obrazy Dziewczynka, Jezioro Garda;
- 1926, TZSP, Warszawa, grafika;
- 1934 Instytut Propagandy Sztuki, Warszawa: praca Poeta i natchnienie (witraż);
- 1909 Wystawa Koła Artystek Polskich, Kraków;
- 1910 Salon des Independants, Paryż pace: Akt, Tulipany, Bawiące się dziecko, pejzaże;
- 1915, Paryż, międzynarodowa wystawa organizowana przez Komitet Obrony Wolnych Zawodów w galerii Artistes modernes (wraz z Towarzystwem Artystów Polskich)
- 1916, Paryż, Musée des Arts Décoratifs, TAP

## Antropozofia
W 1911 roku Jadwiga Siedlecka uczęszczała na wykłady Rudolfa Steinera, twórcy antropozofii, którego poznała prawdopodobnie już w 1908 roku dzięki pisarzowi i krytykowi literackiemu Arturowi Górskiemu. W latach 1914–1919 lub 1920 mieszkała wraz z mężem w Dornach koło Bazylei, gdzie brała udział w budowie siedziby Towarzystwa Antropozoficznego „Goetheanum” m.in. przy szlifowaniu niebieskiego i czerwonego okna pierwszego Goetheanum, którego technikę pod kierunkiem Tadeusza Rychtera opracowali. 
Od 1913 roku przewodziła antropozoficznej Grupie Juliusza Słowackiego. 
Po powrocie do Warszawy w 1919 roku Jadwiga Siedlecka wraz z mężem angażowała się na polu sztuki, antropozofii i eurytmii. W willi ich przyjaciół Zofii i Aleksandra Schiele zorganizowali pierwsze przedszkole waldorfskie, gdzie dzieci malowały farbami wodnymi i ćwiczyły eurytmię. Dzięki staraniom Siedleckiej, w 1925 roku do pierwszej szkoły waldorfskiej w Stuttgardzie został wysłany na stypendium jedyny polski uczeń Robert Walter. Dzięki przyjaźni z Elizabeth Vreede — członkinią zarządu Powszechnego Towarzystwa Antropozoficznego — oraz z Itą Wegman, uznawaną za współzałożycielkę medycyny antropozoficznej Siedlecka wysłała do Dornach nauczycielkę, Helenę Wajdzik-Jankowskiej Kaiser, późniejszą założycielkę drugiego przedszkola waldorfskiego w Warszawie w 1934, a Stefan Ziemski, polski filozof i psycholog, jeszcze jako student mógł mieć dostęp do prywatnego archiwum Elizabeth Vreede w Dornach. 
W 1922 roku w Klubie Artystycznym Polonia zaczęła prowadzić kurs eurytmii, w efekcie czego w 1923 roku wraz ze swoimi uczniami wystąpiła na scenie Teatru Polskiego z dramatem misteryjnym Steinera. W 1924 roku Siedlecka wstąpiła do Wolnej Wyższej Szkoły Wiedzy Duchowej. W Warszawie należała do inicjatorów i założycieli Towarzystwa Antropozoficznego, gdzie pełniła funkcję sekretarza (w okresie dwudziestolecia międzywojennego), angażowała się w propagowanie antropozofii, wygłaszając odczyty oraz tłumacząc (wraz z Tadeuszem Witkowskim) pisma Rudolfa Steina m.in. pracę Zasadnicze podstawy nowego ustroju społeczeństwa i państwa. W 1927 roku brała udział w wydawaniu dzieł Steina. 
Po wojnie, w roku 1946 Siedlecka prowadziła grupę antropozoficzną w Warszawie, która skupiała także uciekinierów z Wilna.